# Aéroport de Cartwright
L'aéroport de Cartwright est situé à 2,8 km au sud-ouest de Cartwright à Terre-Neuve-et-Labrador au Canada.

## Situation
| \| 200 km1:9 384 000 \| Saint Lewis-Fox Harbour Black Tickle Cartwright Charlottetown Hopedale Makkovik Mary's Harbour Nain Natuashish Port Hope Simpson Postville Rigolet St. Anthony Wabush William's Harbour Gander Saint-Jean Stephenville Deer Lake Goose Bay Churchill Falls |
| 200 km1:9 384 000 |